# 봄베이주

봄베이주는 인도의 폐지된 행정 구역이다. 1947년 인도의 독립과 함께 설치된 주이다. 인도 번왕국들이나 다른 주의 마라티어권 지역이나 구자라트어권 지역을 합쳐 주역이 크게 확장되었다. 1960년 언어권에 따라 남쪽의 마하라슈트라주와 북쪽의 구자라트주로 나뉘고 폐지되었다.

## 같이 보기
- 인도의 정치 통합